# Шилінг

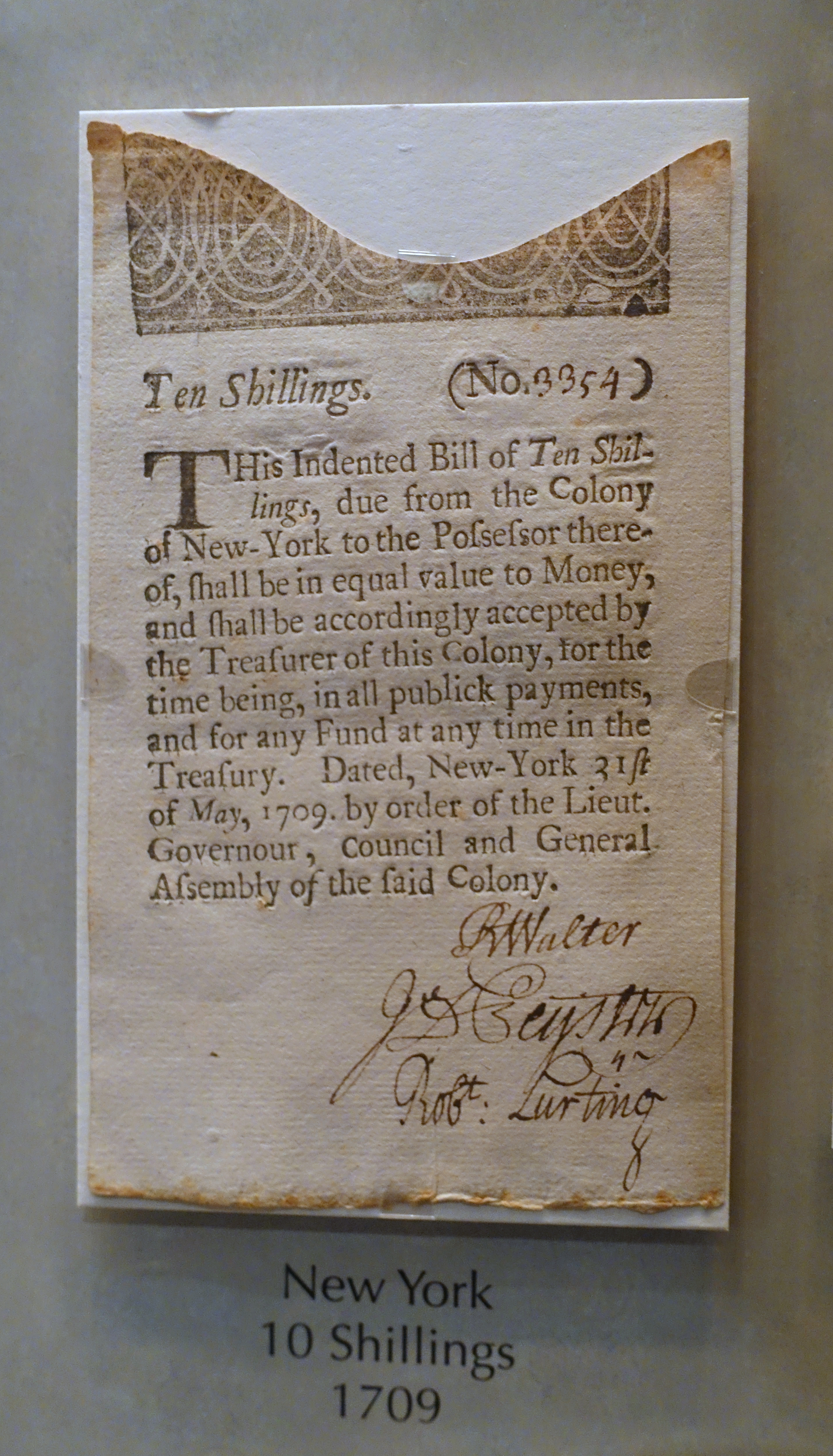
10 шилінгів британської колонії Нью-Йорк, 1709

Ши́лінг (нім. Schilling, англ. shilling, давн-англ. scilling, scylling) — грошова одиниця декількох країн.
Спочатку середньовічна германізована назва римської та візантійської золотої монети — соліда і варварських унаслідувань цієї монети в ранньому середньовіччі, а також грошово-рахункова одиниця.
З XIV століття — монета низки європейських країн. В наш час шилінг в обігу у таких країнах як Кенія (кенійський шилінг), Сомалі (сомалійський шилінг), Танзанія (танзанійський шилінг) та Уганда (угандійський шилінг). У минулому шилінг був у вжитку в таких державах: Австрія (австрійський шилінг), Велика Британія, Нідерланди, Данія та Північна Німеччина.
Найвідомішим є британський шилінг, грошова одиниця, що завдяки експансії Британської імперії, поширилася на території, які стали британськими колоніями, а деякі з них, в свою чергу, стали окремими державами, з цією грошовою одиницею.

## Історія
Назва золотої монети раннього середньовіччя. Германці з часів переселення народів до середини VIII століття називали шилінгом візантійський золотий солід (або ауреус). Крім того, вони карбували власні золоті соліди за римським та візантійським зразком, дотримуючись монетної стопи імператора Костянтина Великого. Вандали карбували у Африці золоті соліди з іменами Валентиніана III (425—455) і Анастасія (491—518). остготський король Теодоріх (471—526) також випускав наслідування соліду з ім'ям Анастасія, його власною монограмою і розпізнавальними знаками міст де карбувалася монета (Мілан, Равенна чи Рим). Король франків Теодеберт I (534—548) вперше почав карбувати золоті монети зі своїм ім'ям.
Після 580 року в південно-східній частині королівства франків відбулося зниження вартості соліду з 24 до 21 силікв. Карбування соліду у 21 силікву почався випуском монет із зображенням і ім'ям візантійського імператора Маврикія Тіберія (582—602) і тривала до середини VII століття, вага монети становила приблизно 4 г. За часів короля Хлотаря II (613—629) вартість франкського соліду впала до 20 силікв, вага становила 3,18 г. На монеті вказана вартість — «XX». Цей легкий солід відомий під назвою «solid gallicus». Після цього у VII столітті карбувалися золоті триєнси і срібні денарії.
За часів Каролінгів золоті монети не карбувалися. Випускалися лише срібні денарії, яких на шилінг (солід) йшло 40, а з 743 року, лише 12. Шилінг (1/20 фунта, чи 12 денаріїв) з часів Карла Великого став виключно грошово-рахунковою одиницею і набув поширення не тільки в імперії Карла Великого, але також і в Італії, Франції, Англії (з XI століття) та інших країнах Західної Європи. У Баварії зустрічається так званий «довгий шилінг» у 30 денаріїв, яких на фунт йшло 8 (коротких, або франкських шилінгів на фунт йшло 20).
Шилінг використовувався як грошово-рахункова одиниця до XIV століття. Вперше поняття вартості у 12 денаріїв реалізовано у вигляді турських грошів (турноз) у 1266 році, а пізніше у празьких грошів, за якими, однак, назву шилінг. не закріпилася (їх всюди стали називати грошами, а в рейнських областях — альбусами).
Срібна, а згодом біллона (навіть мідна) монета німецьких держав і прибалтійських хрестоносців. Срібні монети під назвою шилінг почали вперше карбувати в другій половині XIV століття в Пруссії, Франконії і Швабії. Перші шилінги в Пруссії з'явилися при великому магістрі Тевтонського ордену Вінріха фон Кніпроде (1351–1382) вагою у 1,67 г (1,39 г срібла). Шилінги хрестоносців незабаром стали низькопробними (особливо після 1410 року). Останні з них, які карбувалися за часів Йоганна фон Тіфена (1489 –1497), важили всього 1,32 г (0,24 г срібла).
Наслідування шилінгу Тевтонського ордена випускали в Померанії. Вага шилінгу при Богуславі Х (XV століття) дорівнювала 1,33 г (0,54 г срібла). У 1365-1370 роках в Любеку шилінг карбувався вагою в 4,1 г (3,84 г срібла) як наслідування турнозі (на одній стороні — зображення імператора на троні, на іншій — св. Іоанн).
З 1432 року в Любеку, Гамбурзі, Вісмарі і Люнебурзі, які входили в Вендського монетного союзу, почався постійний випуск шилінги вагою в 2,5 — 2,25 г (1,5 — 1,25 г срібла). На аверсі-герб міста, на реверсі-хрест.
У Франконії шилінг карбувався за часів Фрідріха V, правителя Нюрнберга (1372—1398), вагою в 1,9 г. У 1396 році на підставі Швабського монетного союзу, до якого входив цілий ряд Південнонімецьких держав і міст, вага шилінгу була встановлена у 2,283 г (1,522 г срібла). Вага Верхньорейнського шилінга у 1423 році становила 1,686 г (1,124 г срібла). На рейнський гульден йшло 26 шилінгів.
Хоча і шилінг, і гріш спочатку були монетою в 12 денаріїв, шляхи їх розвитку були різними. З початку XVI століття шилінг почав швидко знецінюватися (вміст срібла значно зменшилася), і гріш став дорівнювати 2 і навіть 3 шилінгам. У Німеччині нового часу розрізняються вестфальські, південнонімецькі, любецькі і бранденбурзьсько-прусські шилінги.
У Англії шилінги як срібна монета вперше почала карбуватися в 1504 році при королі Генріху VII (1485—1509) вагою в 9,33 г (8,68 г срібла). На аверсі — зображення короля в профіль, на реверсі — щит з гербами Англії і Франції та напис «Posui Deum adjutorem meum». З часів Каролінгів англійський шилінг був грошово-лічильної одиницею, він дорівнював 12 пенсам (стерлінгів). 20 шилінгів становили фунт. Звідси англійський фунт = 20 шилінгів, або 240 пенсів.
Шилінги також карбувалися на польських і східнослов'янських землях як білонні і мідні монети, де вони відомі під назвою шеляг. У давньоруському літописі згадується, що поляни платили данину хозарам шелягами. Імовірно, що шеляг був слов'янським назвою візантійського соліда або відповідної йому монети. Спершу на польських і східнослов'янських землях в обігу були шеляги хрестоносців, прусські, поморські (померанські), з 70-х років XVI століття їх стали карбувати в Речі Посполитої. Вперше шилінги в Польщі почав карбувати король Сигізмунд I Старий (1506—1548). Вага монети в 1,24 г (0,23 г срібла). Згодом вартість шилінги значно зменшилася, і вони стали найдрібнішими білонними монетами. З другої половини XVII століття шеляг став карбуватися вже з чистої міді. Після поділів Речі Посполитої польській шеляг карбувала Австрія для Галичини. Останні шеляги випускав Гданськ в 1812 році. На території Естонії і Латвії шилінг був грошово-рахунковою одиницею до грошової реформи 1422—1426 років. Після реформи шилінгами стали називати монети, які до цього часу називалися артіг. Шилінги, поряд з пфенігами, були основними монетами на території Естонії і Латвії в XV—XVII століттях.

## Шилінг різних держав

### Британія та підлеглі території

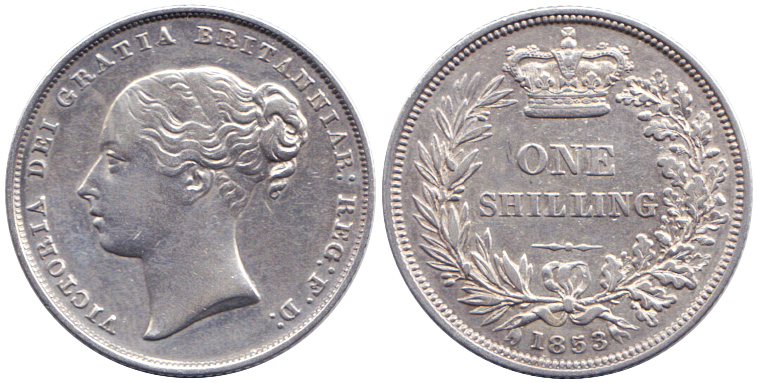
Британський шилінг, королева Вікторія, 1853 рік. Срібло 925 проби.

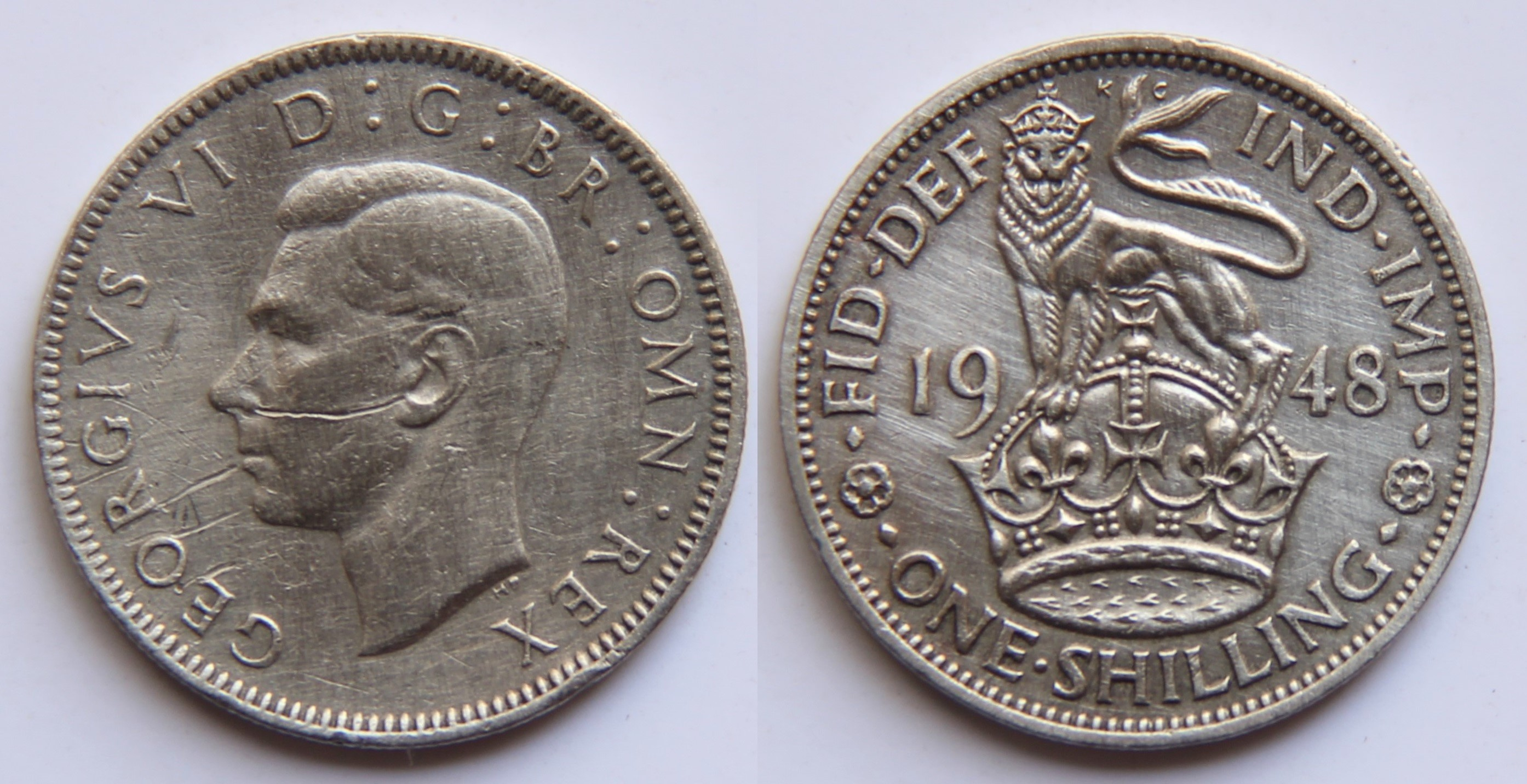
1 британський шилінг Георга VI, 1948

- Британський шилінг (до 1707 року англійський) — до 1971 року грошова одиниця Сполученого Королівства Великої Британії і Північної Ірландії. Первісно англійська срібна монета, яка вперше почала карбуватися в 1504 році при королі Англії Генріху VII. Шилінг був у обігу до введення десяткової реформи 1971 року. 1 шилінг дорівнював 1/20 фунта стерлінгів і дорівнював 12 пенсам.
- Бермудський шилінг — колишня розмінна грошова одиниця британської заморської території Бермудські острови до 1970 року. Бермудський шилінг дорівнював 1/20 бермудського фунта і дорівнював 12 пенсам, співпадаючи з Британською грошовою системою. У 1970 році було введено, бермудський долар, який поділяється на 100 центів.
- Гібралта́рський шилінг — розмінна грошова одиниця британської заморської території Гібралтар. Шилінг був у обігу до введення десяткової реформи 1971 року. 1 шилінг дорівнював 1/20 гібралтарського фунта і дорівнював 12 пенсів, співпадаючи з Британською грошовою системою. У 1971 році (за аналогією з Великою Британією) гібралтарський фунт став налічувати 100 пенсів, а шилінг вийшов з обігу.
- Святої Єлени шилінг — розмінна грошова одиниця британської заморської території Острови Святої Єлени, Вознесіння і Тристан-да-Кунья. 1 шилінг дорівнював 1/20 фунта Святої Єлени і дорівнював 12 пенсів, збігаючись з Британською грошовою системою. У 1976 році фунт Святої Єлени став налічувати 100 пенсів.
- Фолклендський шилінг — розмінна грошова одиниця британської заморської території Фолклендські острови. Шилінг був у обігу до введення десяткової реформи 1971 року. 1 шилінг дорівнював 1/20 фолклендського фунта і дорівнював 12 пенсів, збігаючись з Британською грошовою системою. У 1971 році (за аналогією з Великою Британією) фолклендський фунт став налічувати 100 пенсів, а шилінг вийшов з обігу.

### Історичні підлеглі територіїВеликої Британії, з грошовою системою подібною до Британської

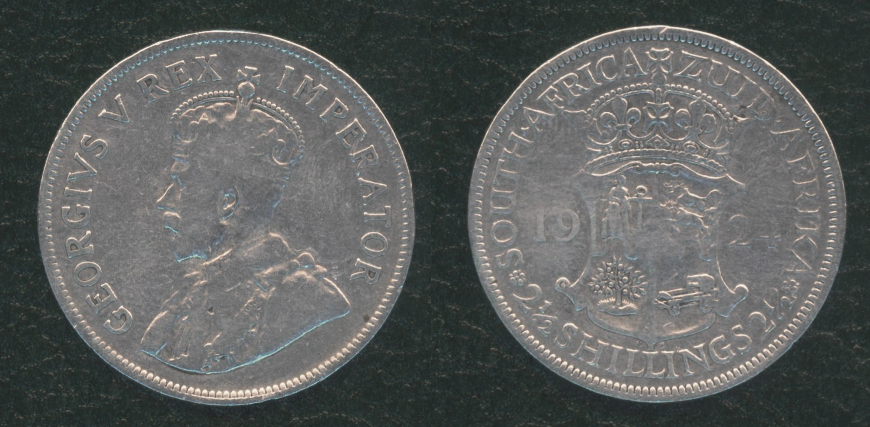
Південноафриканські 2,5 шилінги, 1924

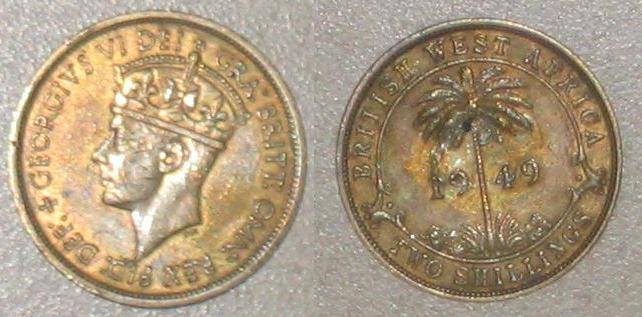
Західноафриканські два шилінги, 1949

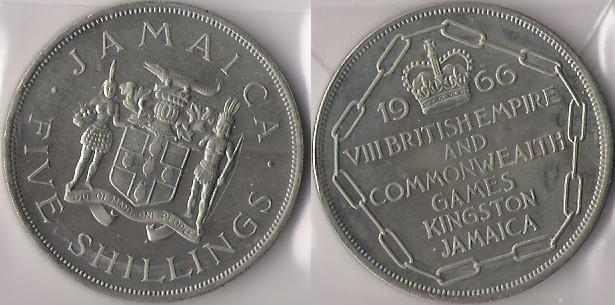
Ямайські п'ять шилінгів, 1966

- Австралійський шилінг — грошова одиниця домініону Австралійський союз у 1910—64 роках. Австралійський шилінг дорівнював 1/20 австралійського фунта і дорівнював 12 пенсам, збігаючись з Британською грошовою системою. У 1966 році було введено австралійський долар, який поділяється на 100 австралійських центів.
- Багамський шилінг — грошова одиниця колонії Багамські острови до 1966 року. Багамський шилінг дорівнював 1/20 багамського фунта і дорівнював 12 пенсам, збігаючись з Британською грошовою системою. У 1966 році було введено, багамський долар, який поділяється на 100 центів.
- Західноафриканський шилінг — колоніальна розмінна грошова одиниця Британської Західної Африки, в 1913-1961 роках, а також Гани в 1957-1958 роках, Сьєрра-Леоне — в 1961-1963 роках. 1 шилінг дорівнював 1/20 західноафриканського фунта і дорівнював 12 пенсів, збігаючись з Британською грошовою системою.
- Гамбійський шилінг — колишня грошова одиниця Гамбії. Гамбійський шилінг дорівнював 1/20 гамбійського фунта і дорівнював 12 пенсам, збігаючись з Британською грошовою системою. З 1971 року у Гамбії ввели нову грошову одиницю даласі, яка поділяється на 100 бутуті. До 1968 року на території Гамбії в обігу були західноафриканські фунти, шилінги та пенси.
- Ганський шилінг — колишня грошова одиниця Гани. Ганський шилінг дорівнював 1/20 ганського фунта і дорівнював 12 пенсам, збігаючись з Британською грошовою системою. З 1965 року у Гані перейшли на десяткову систему та ввели нову грошову одиницю ганський седі, яка поділяється на 100 песев. До 1958 року на території Гани в обігу були західноафриканські фунти, шилінги та пенси.
- Замбійський шилінг — колишня грошова одиниця Замбії у 1964—1968 роках. Замбійський шилінг дорівнював 1/20 замбійського фунта і дорівнював 12 пенсам, збігаючись з Британською грошовою системою. З 1968 року було введено нову грошову одиницю замбійська квача, яка поділяється на 100 нгве. До 1964 року на території Замбії в обігу були фунти Родезії та Ньясаленду, також відповідні шилінги та пенси.
- Кенійський шилінг — грошова одиниця Кенії з 14 вересня 1966 року, введена замість східноафриканського шилінга. Один кенійський шилінг дорівнює 100 центам.
- Кіпрський шилінг  — колишня розмінна грошова одиниця Кіпру. До 1955 року кіпрський шилінг дорівнював 1/20 кіпрського фунта і дорівнював 12 пенсам, збігаючись з Британською грошовою системою. З 1955 року кіпрський фунт став поділятися на 1000 мілів.
- Ірландський шилінг  — у 1928-1970 роках один ірландський фунт складався з 20 ірландських шилінгів, чи 240 ірландських пенсів. Пізніше один фунт складався з 20 шилінгів чи 100 пенсів.
- Малавійський шилінг — колишня грошова одиниця Малаві у 1964—1971 роках. Малавійський шилінг дорівнював 1/20 малавійського фунта і дорівнював 12 пенсам, збігаючись з Британською грошовою системою. У 1971 року було введено нову грошову одиницю малавійська квача, яка поділяється на 100 тамбал.
- Нігерійський шилінг — колишня грошова одиниця Нігерії до 1973 роках. Нігерійський шилінг дорівнював 1/20 нігерійського фунта і дорівнював 12 пенсам, збігаючись з Британською грошовою системою. У 1973 року було введено нову грошову одиницю нігерійська найра, яка поділяється на 100 кобо.
- Новозеландський шилінг — грошова одиниця домініону Нова Зеландія в 1933—1967 роках. Новозеландський шилінг дорівнював 1/20 фунта і дорівнював 12 пенсам, збігаючись з Британською грошовою системою. 10 липня 1967 року було введено новозеландський долар, який поділяється на 100 центів.
- Кенійський шилінг — грошова одиниця Кенії з 14 вересня 1966 року, введена замість східноафриканського шилінгу. Один кенійський шилінг дорівнює 100 центам.
- Південноафриканський шилінг — колоніальна грошова одиниця королівства-домініону Південно-Африканський Союз у 1922–1961 роках. Південноафриканський шилінг дорівнював 1/20 південноафриканського фунта і дорівнював 12 пенсам, збігаючись з Британською грошовою системою. У 1961 році було введено ранд, який поділяється на 100 центів.
- Південнородезійський шилінг — колоніальна розмінна грошова одиниця Південної Родезії у 1934–1956 роках. Південнородезійський фунт дорівнював 4 крони, 20 шилінгів, 240 пенсів. У 1956 році південнородезійський фунт замінено на фунт Родезії та Ньясаленду.
- Сомалійський шилінг — грошова одиниця Сомалі з 15 серпня 1966 року, введена замість сомало. Один сомалійський шилінг дорівнює 100 центам.
- Сомалілендський шилінг — грошова одиниця самопроголошеної держави Сомаліленд з 18 жовтня 1994 року.
- Східноафриканський шилінг — колоніальна грошова одиниця Британської Східної Африки з 1919 року. Була в обігу в Кенії і Уганди, Танганьїці, Сомалі, Еритреї, Занзібарі, Ефіопії. У Кенії з 14 вересня 1966 року грошовою одиницею став кенійський шилінг, в Уганді з 15 серпня 1966 року — угандійський шилінг, в Танзанії (Танганьїка і Занзібар) — танзанійський шилінг з 14 червня 1966 року. Один східноафриканський шилінг дорівнював 100 центам.
- Танзанійський шилінг — грошова одиниця Уганді з 14 червня 1966 року, введена замість східноафриканського шилінгу. Один танзанійський шилінг дорівнює 100 центам.
- Тонганський шилінг — колишня розмінна грошова одиниця протекторату Тонга у 1921–1967 роках. Тонганський шилінг дорівнював 1/20 тонганського фунта і дорівнював 12 пенсам, збігаючись з Британською грошовою системою. У 1967 році було введено тонганську паангу, яка поділяється на 100 сеніті.
- Угандійський шилінг — грошова одиниця Уганди з 1960 року, введена замість східноафриканського шилінгу. Один угандійський шилінг дорівнює 100 центам.
- Фіджійський шилінг — колишня розмінна грошова одиниця колонії Фіджі у 1918–1969 роках. Фіджійський шилінг дорівнював 1/20 фіджійського фунта і дорівнював 12 пенсам, збігаючись з Британською грошовою системою. У 1969 році було введено фіджійський долар, який поділяється на 100 центів.
- Ямайський шилінг — колоніальна розмінна грошова одиниця Ямайки у 1914–1969 роках. Ямайський фунт дорівнював 20 шилінгів, 240 пенсів. У 1969 році ямайський фунт замінено на ямайський долар, який поділяється на 100 центів.

### Німецькі держави

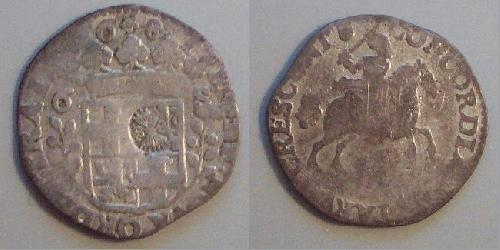
Рійдершилінг Утрехту, 1547

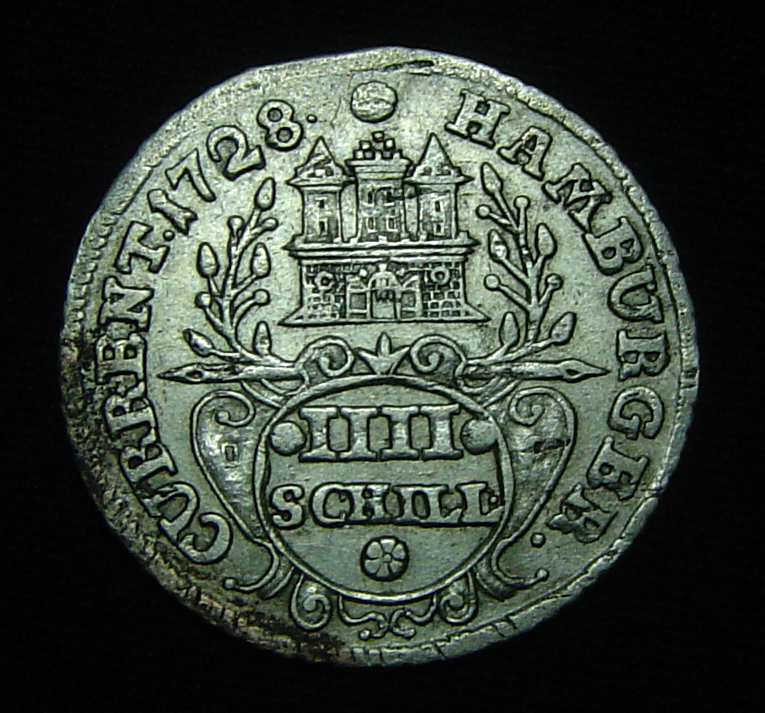
4 шилінги Гамбургу, 1728

- Австрійський шилінг — грошова одиниця Австрії у період із 1924 до 2001 року, коли країна перейшла на євро. Період з 1938 по 1945 роки у зв'язку із приєднанням до Третього Рейху шилінг діяв у Австрії паралельно із німецькою маркою. Австрійський шилінг складався зі 100 грошів.
- Вестфальський шилінг — грошова одиниця карбувалася з середини XV століття вагою в 1,5-2,7 г, з різним вмістом срібла. Зображувалися на них переважно герб міста і, один зі святих покровителів міста. Шилінг міста Міндена в 1510 році містив лише 0,6 г срібла, а в Оснабрюці в 1628–1633 роках шилінги карбувалися вже з чистої міді.
- Південнонімецький шилінг — грошова одиниця, карбувалася у Вюртемберзі у 1493 році, вагою в 1,5 г (0,96 г срібла), а у 1580 році, вагою 1,6 г (0,8 г срібла). На один гульден йшло 28 шилінгів. У XVII столітті випуск монети був припинений. Вюрцбургське єпископство карбувало шилінги вартістю в 1/28 гульдена до 1803 року. Вага монети в XVI столітті становив 1,45 г, пізніше — 0,85 г.
- Любецький шилінг — грошова одиниця Любеку. Незважаючи на постійне погіршення монети, подвійні Любецькі шилінги займали провідне місце в грошовому обігу прибалтійських країн. Любецькі шилінги карбувалися в Любеку, Гамбурзі, Мекленбурзі. Гамбурзький шилінг містив в 1432 році 1,6 г срібла, а в 1725 році, лише 0,4 г срібла. На аверсі-герб Гамбурга, на реверсі: спочатку — хрест і чотири листка кропиви, з 1572 року, імперське яблуко з цифрою 32 (1/32 імперського талера), з 1670 року — з цифрою 48 (1/48 імперського талера), а з 1725 року, з написом «I Schiling». Гамбурзька монета карбувалася до 1855 року. Такий же шлях пройшли інші Любецькі шилінги. У Любеку монета карбувалася до 1789 року в Мекленбурзі, до 1866 року XVII — XIX століттях карбувалися монети номіналом в 32, 16, 12, 8 і 4 шилінги.
- Бранденбурзько-прусський шилінг — грошова одиниця. Перший бранденбурзький подвійний шилінг був випущений 1599 році при Йоахімі Фрідріхі (1598–1608). Спочатку монета карбувалася зі срібла 469-ї проби. У 1654–1790 роках, карбувалися зі срібла 94-ї проби, потім, з чистої міді. Монета карбувалася до 1810 року.

### Інші країни
- Нідерландський шилінг — срібна монета, вперше карбувалася в 1538 році в Гельдерні під назвою «снапхан» вагою 6,65 г (3,33 г срібла), вартістю 6 стюверів. Відомо багато різних випусків цієї монети (арендшилінг, штатеншилінг, розеншилінг і інші). Вага нідерландського шилінга в 1600 році становила 5,27 г (3,07 г срібла), в 1680—1734 роках — 4,85 г (2,83 г срібла).
- Шотландський шилінг (шотл. гел. sgillinn) — у Середні віки за прикладом Англії дорівнював 1/20 шотландського фунта стерлінгів чи 12 пенсам. Після того, як у 1707 році парламенти Англійського королівства та Шотландського королівства приймають акт про утворення єдиної держави, 12 шотландських фунтів стали дорівнювати 1 англійському. Англійському пенні став дорівнювати шотландський шилінг.

## Італія
Італійський середньовічний шилінг мав назву сольдо.

## Символ шилінга
Шилінги з'явилися як наслідування римському соліду. Тому первісний їх символ літера «S», з латинської назви монет — лат. Solidus.